# Ectatoderus squamiger
Ectatoderus squamiger är en insektsart som beskrevs av Bolívar, I. 1912. Ectatoderus squamiger ingår i släktet Ectatoderus och familjen Mogoplistidae. IUCN kategoriserar arten globalt som starkt hotad. Inga underarter finns listade i Catalogue of Life.